# 第2號爵士樂團組曲 (蕭士塔高維奇)
第2號爵士樂團組曲（亦有譯作爵士組曲）是俄國作曲家蕭士達高維契的音樂作品。完成於1938年，同年11月28日於莫斯科作首演，為克努雪維茲基（Victor Knushevitsky）新創立的國家爵士樂團（USSR State Jazz Orchestra）而創作。

## 背景
根據當年擔任國家爵士樂團藝術總監的白蘭達（Matvei Blanter）憶述，當樂團最初成立時，他曾屬意找浦羅哥菲夫、杜纳耶夫斯基和蕭士達高維契等譜寫新曲。最終決定找蕭士達高維契，並在哈察都量的建議下，帶備了一封推薦信到列寧格勒見他。白蘭達表示，他決定起用蕭士達高維契，是因為他聽到有人提及過蕭氏的《第5號交響曲》得到了成功，但未能為他帶來足夠的收入，因此藉這個機會做一點事。
蕭士達高維契很快便創作了初稿，並帶到莫斯科讓樂團試演，最初他是以四年前第1號爵士樂團組曲的規模所寫的，但發覺和樂團並不配合，於是他重新配器，並且多次聆聽樂團的綵排，最後得了最終版本，首演時得到了成功。雜誌Sovetskoe Iskusstvo的評論形容這曲「簡單而具通透性」。
第二次世界大戰期間，蕭士塔高維奇一家為逃避戰火，被政府安排由列寧格勒撤退至莫斯科及古比雪夫，而國家爵士樂團亦改編入國防部，成為了部隊中的爵士樂團，本曲的總譜和的原譜相信亦在此期間遭遺失。1999年，學者Manashir Iakubov於葛令卡國立中央音樂文化博物館（Glinka State Central Museum of Musical Culture）中發現了本曲的草稿。後來於翌年由英國作曲家兼蕭士塔高維奇研究學者麥博尼（Gerard McBurney）重新配器，同年在倫敦的逍遙音樂會中作首演，配器則依從克努雪維茲基遺留下來的紀錄而寫成。

## 誤認
本曲未被發現之前，幾乎所有人都把蕭士塔高維奇的另一首作品：一套共八首的樂隊組曲誤當成《第2號爵士樂團組曲》，就連唱片以至第一輯的蕭士塔高維奇全集發行時，均將其冠為《第2號爵士樂團組曲》——縱然此二者在樂隊編制、演奏時間和樂曲規模上有很大的分別。現時，此一套八首的組曲已重新冠名為《多元化樂隊組曲》（Suite for Variety Orchestra）。

## 樂曲結構
本套組曲共分為三個樂章：
- 第1樂章：諧謔曲（Scherzo）
- 第2樂章：搖籃曲（Lullaby）
- 第3樂章：小夜曲（Serenade）

## 樂隊編制
規模比第1首為大，但編制上仍屬於樂器合奏（Ensemble）的模式。
- 木管樂器：2中音薩克管、2次中音薩克管、次低音薩克管
- 銅管樂器：4小號、2長號、大號
- 敲擊樂器（2位）：
- 絃樂器：6小提琴、2低音提琴、班卓琴、6吉他
- 鍵盤樂器：鋼琴